# Markus Krötzsch

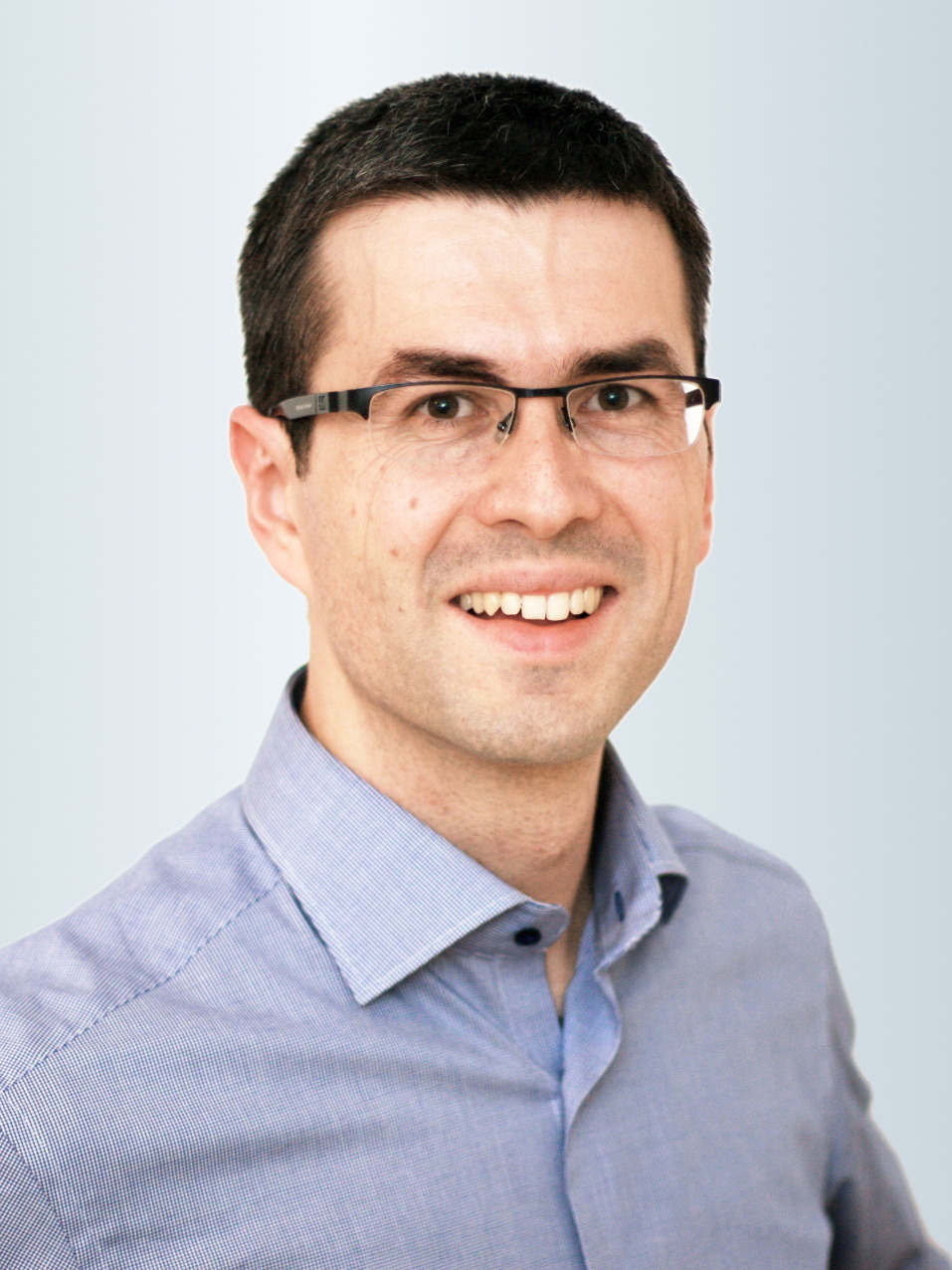
Markus Krötzsch 2014

Markus Krötzsch (* 6. Mai 1981 in Rodewisch) ist ein deutscher Informatiker.
Krötzsch studierte nach dem Abitur in Auerbach im Vogtland (1999) ab 2000 Informatik und Logik an der TU Dresden mit dem Master-Abschluss 2005. Danach war er bis zur Promotion (Dr. rer. pol.) 2010 wissenschaftlicher Mitarbeiter am Karlsruher Institut für Technologie (Gruppe Wissensmanagement, Institut für Angewandte Informatik und Formale Beschreibungssprachen, AFIB) bei Rudi Studer. Von 2010 bis 2013 war er an der Universität Oxford in der Forschungsgruppe Informationssysteme bei Ian Horrocks, zuletzt als Department Lecturer. 2013 wurde er Emmy-Noether-Nachwuchsgruppenleiter am Institut für Theoretische Informatik der TU Dresden, an der er 2016 Professor für wissensbasierte Systeme wurde.
Krötzsch befasst sich mit wissensbasierten Systemen, Komplexität logischen Schließens, Ontologiesprachen, Wissensgraphen und dem Semantischen Web. Mit Denny Vrandečić ist er Ko-Entwickler der Semantic MediaWiki (SMW). Das Projekt war auch Inspiration für Wikidata und Krötzsch arbeitet eng mit den Wikidata-Entwicklern zusammen.
Krötzsch forscht auch am TU-Zentrum für fortgeschrittene Elektronik Dresden (cfaed) an leistungsfähigen Programmen mit geringem Stromverbrauch und ist Mitherausgeber des W3C-Standards der Web Ontology Language OWL 2.
2016 erhielt er den Heinz-Maier-Leibnitz-Preis.

## Schriften
- mit Pascal Hitzler, Sebastian Rudolph, York Sure: Semantic Web: Grundlagen, Springer 2008
- mit Pascal Hitzler, Sebastian Rudolph: Foundations of Semantic Web Technologies, Chapman & Hall/CRC Press 2009
- mit Denny Vrandečić: Wikidata: a free collaborative knowledge base, Communications of the ACM. Band 57, Nr. 10, 2014, S. 78–85.
- mit Max Völkel, D. Vrandečić, Heiko Haller, Rudi Studer: Semantic wikipedia, Proceedings of the 15th international conference on World Wide Web, 2006, S. 585–594
- mit D. Vrandečić, M. Völker, H. Haller, R. Studer: Semantic wikipedia, in: Journal of Web Semantics, Band 5, 2007, S. 251–261
- mit A. Ankolekar, T. Tran, D. Vrandecic: The Two Cultures: Mashing up Web 2.0 and the Semantic Web, Proceedings of the 16th International Conference on World Wide Web, 2007, S. 825–834
- mit Vrandecic: Semantic mediawiki, in: Foundations for the Web of Information and Services, Springer, 2011, S. 311–326
- mit Pascal Hitzler, Markus Krötzsch, Bijan Parsia, Peter F Patel-Schneider, Sebastian Rudolph: OWL 2 Web Ontology Language Primer, WWW Consortium 2009